# Вуду
Ву́ду (англ. и нидерл. Voodoo, исп. Vudú, фр. Vaudou, гаит. креол. Vodou) — общее условное наименование синкретических культов, распространённых в странах Западной Африки, Карибского бассейна, а также в США среди значительной части афроамериканцев.
Вуду представляет собой конгломерат из всевозможных анимистических культов, который включает в себя традиционные верования африканской диаспоры в Новом свете, как, например, гаитянская вуду (гаит. креол. Vodou Ayisyen), кандомбле (порт. Candomblé) в Бразилии, винти в Суринаме, луизианская (новоорлеанская) вуду и сантерия на Кубе и в Доминиканской республике. Все эти направления имеют синкретическую природу, соединяя с народным католицизмом африканские традиционные религии, зародившиеся в среде народа конго на территории современных Республики Конго, Демократической республики Конго и Анголы.

## Этимология
На языках фон, гун, эве Vodun [vodṹ] означает дух.

## Религиозные практики, присущие вуду
- От зла спасают очистительные жертвоприношения и талисманы. Наиболее известной разновидностью вудуистских талисманов являются мешочки с различными предметами, называемые гри-гри.
- Музыка и танцы — ключевая часть ритуалов вуду.
- В качестве святилища вудуисты выбирают обычное жилище (хунфор — святилище). Основные атрибуты: митан (столб — дорога богов) и чёрные свечи. Пятеро барабанщиков, выстукивая чёткий ритм, причём каждый свой, возвещают об открытии церемонии. После чего поётся песня-прошение, обращённая к лоа (искажённое французское «loi») Легбе: «Папа Легба, отвори ворота. Папа Легба, отвори ворота и дай мне пройти. Отвори ворота, чтобы я смог возблагодарить лоа».
- Танцуя вокруг столба-шеста, мамбо (жрица вуду), вместе со своей помощницей унси и помощником ла пласом, струйкой воды из кувшина создают вокруг шеста магический круг в честь Папы Легба и охранителя дома Огу Фера (Ogou Fer), чтобы отогнать от себя и присутствующих злых духов. Хунган или мамбо посыпает пол мукой и чертит веве (символы божественных духов лоа). Затем обязательна экстатическая пляска под звук барабанов — женщины в белых платьях и мужчины в костюмах. Когда публика достаточно разогрелась, бокор пускает петуха, которому отрубают голову. После этого участники сантерии (церемонии) впадают в транс и на них нисходит благодать духов лоа.
- Непристойные танцы и выходки с сексуальным подтекстом во время праздника Fete de Gede сообщают лоа о том, что люди готовы с ними встретиться[10].

## Африканские корни
Корни вуду, а по мнению некоторых исследователей, само вуду зародилось в Африке не позже XVII века на основе традиционных верований народов фон, гбе, эве. Родиной вуду называют Бенин. Пантеон включает в себя верховного бога Маву, его сына Легба и духов-посредников. Позитивную роль в вуду играют змеи-питоны. Вудуистским считается Храм Питонов в городе Уида. Также «вудуистский праздник Зангбето» и поныне отмечается в деревнях Того и Бенина, который подразумевает сопровождаемые танцами и посыпанием кукурузной муки вокруг соломенных чучел.
В процессе ритуала доволоко дух-лоа овладевает человеком, который пьёт кровь жертвенного животного (обезглавленной курицы) и исступленно танцует под звуки барабана. Во время ритуала коку пляшущие танцоры общаются с добрым духом Ганбада, обсыпая себя мелом или мукой.
Верховный жрец Бенина также практикует вуду. С 1991 по 2017 им был Сосу Гедехунге.

## Гаитянская вуду
Гаитянская вуду (гаит. креол. Vodou Ayisyen, фр. Vaudou haïtien) — наиболее ортодоксальная разновидность вуду. Сформировалась в среде западноафриканских рабов на Гаити в результате смешения народных верований и элементов католицизма. Главной основой для формирования вуду стали религии народов фон и эве. В 1804 году вуду стало официальной религией ставшего независимым Гаити.

### Пантеон
Пантеон гаитянской вуду включает два основных типа божеств:
- Бонди (гаит. креол. Bondye) — высшее божество религии вуду, всемогущий Бог, сопоставимый с христианским Господом. Тем не менее, в отличие от христианства, в вуду существует концепция, согласно которой Бонди отстранился от всего происходящего в этом мире и не вмешивается в дела людей. Имя Бонди происходит от фр. bon Dieu, что означает «добрый Бог»;
- Лоа (гаит. креол. Loa) — божественные духи более низкого порядка, с которыми в силу отстранённости Бонди от мирских дел и имеют дело последователи вуду. Именно с обращением к лоа связаны молитвы и ритуалы, проводимые последователями вуду.

### Жречество
В гаитянской вуду существует несколько разновидностей профессиональной религиозной деятельности, которые выделяются на основании пола и специализации.
- Хунган (гаит. креол. Houngan — священник) и мамбо (священница) — собственно жрецы вуду, деятельность которых ориентирована на получение предсказаний от духов во время одержимости;
- Бокор (гаит. креол. Bokor — колдун) — человек, профессионально занимающийся магической деятельностью. Бокоры часто понимаются как люди, практикующие «чёрную магию» и не всегда признаются хунганами и мамбо в качестве адептов вуду.

Жрецы вуду делятся на несколько категорий в зависимости от уровня жреческого посвящения.
- Оунси (гаит. креол. Hounsi) — помощник, примерно сопоставимый с католической должностью министранта;
- Унган си пвен (гаит. креол. Houngan Si pwen) или мамбо си пвен (гаит. креол. Mambo Si pwen);
- Унган Асогве (гаит. креол. Houngan Asogwe) или Мамбо Асогве (гаит. креол. Mambo Asogwe).

## Луизианская вуду
Луизианская вуду (англ. Louisiana Voodoo, New Orleans Voodoo; фр. Vaudou louisianais) — религиозные практики, происхождение которых связано с афроамериканской диаспорой штата Луизиана. В отличие от вуду острова Гаити, вуду Луизианы более открыта, склонна к синкретизму и характеризуется активными заимствованиями из западной культуры, в особенности, из католицизма. В Луизианской вуду большую роль играют параллели между христианскими святыми и лоа, во время вудуистских практик используют католические молитвы.

## В культуре
Религия вуду приобрела широкую популярность в современной массовой культуре, в особенности благодаря теме зомби, магических кукол и чёрной магии. Это нашло отражение в:
- кинематографе — фильмы «Я гуляла с зомби» (1943), «Чума зомби» (1966), «Сердце Ангела» (1987), «Живи и дай умереть», «Змей и радуга» (1988), «Детские игры», «Пираты Карибского моря: На странных берегах», «Американская история ужасов», «Хищник 2», серия «Tale of the Goat» телесериала «Полиция Майами», Плащ и кинжал, первая часть телесериала «Настоящий детектив», анимационный сериал «Отель Хазбин» и др.;
- компьютерных играх — Gabriel Knight: Sins of the Fathers, Risen 2: Dark Waters, Risen 3: Titan Lords, Shadow Man, Smite, Saints Row 2, Full Mojo Rampage, The Sims 4, Dota 2[17], Cyberpunk 2077;[источник не указан 1720 дней]
- художественной литературе — например, в романах Абрахама Меррита «Burn, Witch, Burn!» (в русском переводе — «Дьявольские куклы мадам Менделип»), Тима Пауэрса «На странных берегах» (англ. On Stranger Tides), «Граф ноль» и «Мона Лиза Овердрайв» Уильяма Гибсона, а также у русскоязычных авторов: например, в цикле книг «Анклавы» Вадима Панова[18], в романе Андрея Гусева «Наш жёсткий секс в Малинди»[19][20][21] и др.;
- В музыке — альбом Voodoo группы King Diamond (1998), сингл группы The Prodigy Voodoo People (1994), песня группы Black sabbath «Voodoo», песня Boney M. «Voodoo night», творчество группы 2rbina 2rista, альбом Вуду Tales группы Bregan D'Ert

В то же время, за редким исключением произведения такого рода используют лишь внешний антураж вуду, игнорируя реальное содержание учения этой религии.